# Solid amorf

Ilustrarea schematică a structurii siliciului în formă cristalină, amorfă și amorfă hidrogenată

Un compus solid amorf (sau necristalin, non-cristalin etc.) este un compus solid în care atomii constituenți nu prezintă aranjament ordonat la distanță lungă, ordine caracteristică compușilor solizi cristalini. Denumirea provine din limba greacă („a”, fără și „morphé”, formă).
Chiar dacă în literatura mai veche înțelesul noțiunilor de „solid amorf” și „sticlă” se suprapuneau, în prezent se consideră că sticlele sunt doar acele solide amorfe care prezintă fenomenul de tranziție vitroasă. Polimerii, gelurile, straturile subțiri și materialele nanostructurate sunt clase de compuși adesea amorfi.

## Legături externe
Materiale media legate de Solid amorf la Wikimedia Commons